# Keiko Abe
Keiko Abe (安倍 圭子, Abe Keiko, née le 18 avril 1937 à Tokyo) est une compositrice et marimbiste japonaise.